# Trémonzey
Trémonzey település Franciaországban, Vosges megyében. Lakosainak száma 235 fő (2022. január 1.). Trémonzey Aillevillers-et-Lyaumont, Le Clerjus, Fontenoy-le-Château és La Vôge-les-Bains községekkel határos.

## Népesség
A település népessége az elmúlt években az alábbi módon változott:
| Lakosok száma | 215  | 237  | 250  | 255  | 255  | 259  | 251  | 243  | 235  |
|               | 2013 | 2015 | 2016 | 2017 | 2018 | 2019 | 2020 | 2021 | 2022 |